# Trachelektomia
Trachelektomia (gr. trachelos – szyja) – chirurgiczne usunięcie szyjki macicy.
Trachelektomię wykonuje się u młodszych kobiet z wczesnym stadium raka szyjki macicy (z guzem mniejszym niż 2–3 cm)
. Szyjka i górna część pochwy są usuwane, ale reszta macicy jest pozostawiana na miejscu. Węzły chłonne miednicze także są usuwane, najczęściej laparoskopowo, by określić rozprzestrzenienie nowotworu.
Po trachelektomii 70% kobiet może zachodzić w ciążę. Zakłada się szew na dolną część macicy i pełni on rolę szyjki podczas ciąży. Jednak po tego rodzaju interwencji chirurgicznej jest większe ryzyko utraty ciąży, a rozwiązanie musi odbywać się drogą cięcia cesarskiego.